# Didymoglossum tahitense
Didymoglossum tahitense är en hinnbräkenväxtart som först beskrevs av Nadeaud, och fick sitt nu gällande namn av Ebihara och K. Iwats. Didymoglossum tahitense ingår i släktet Didymoglossum och familjen Hymenophyllaceae. Inga underarter finns listade.

## Bildgalleri

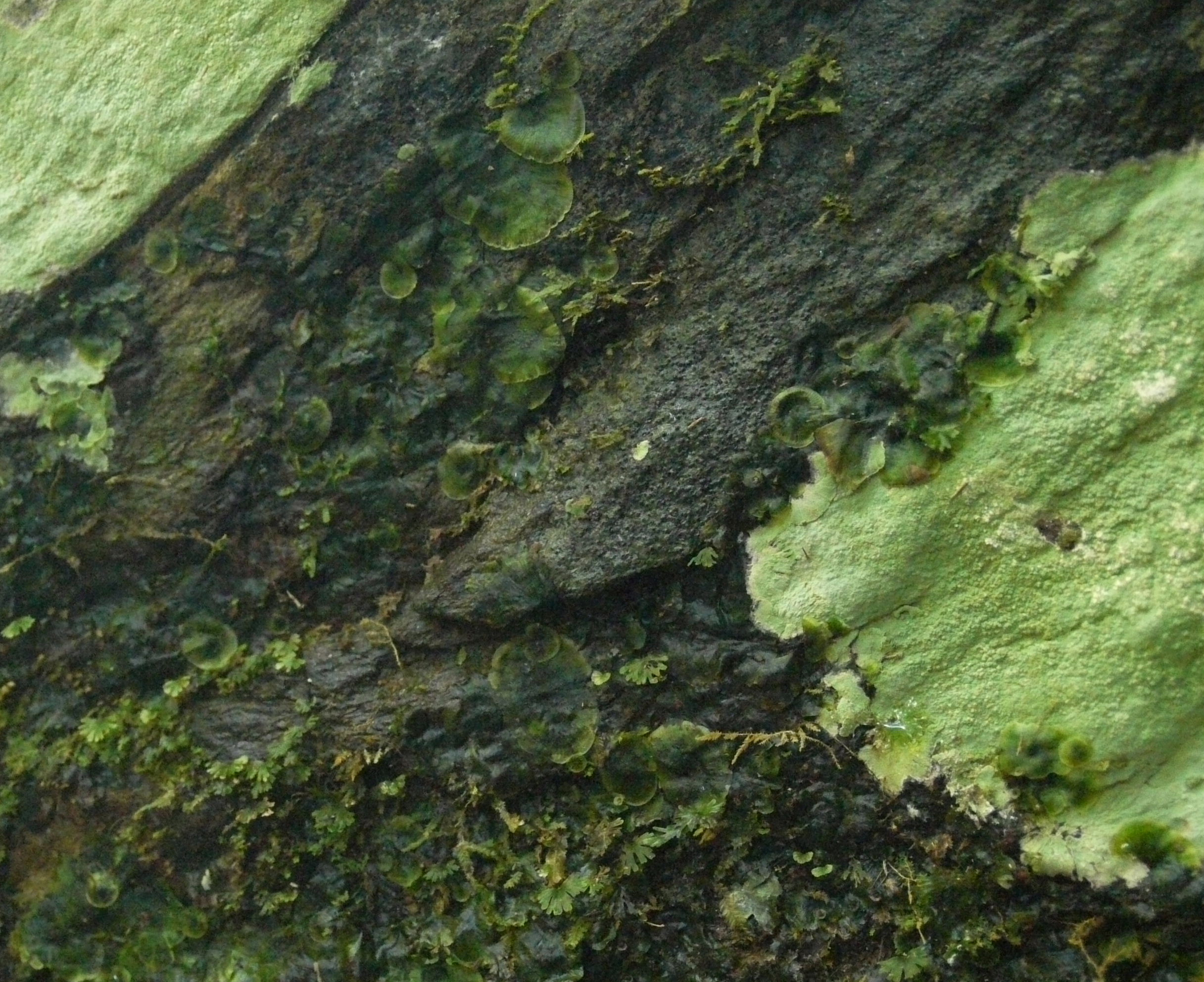
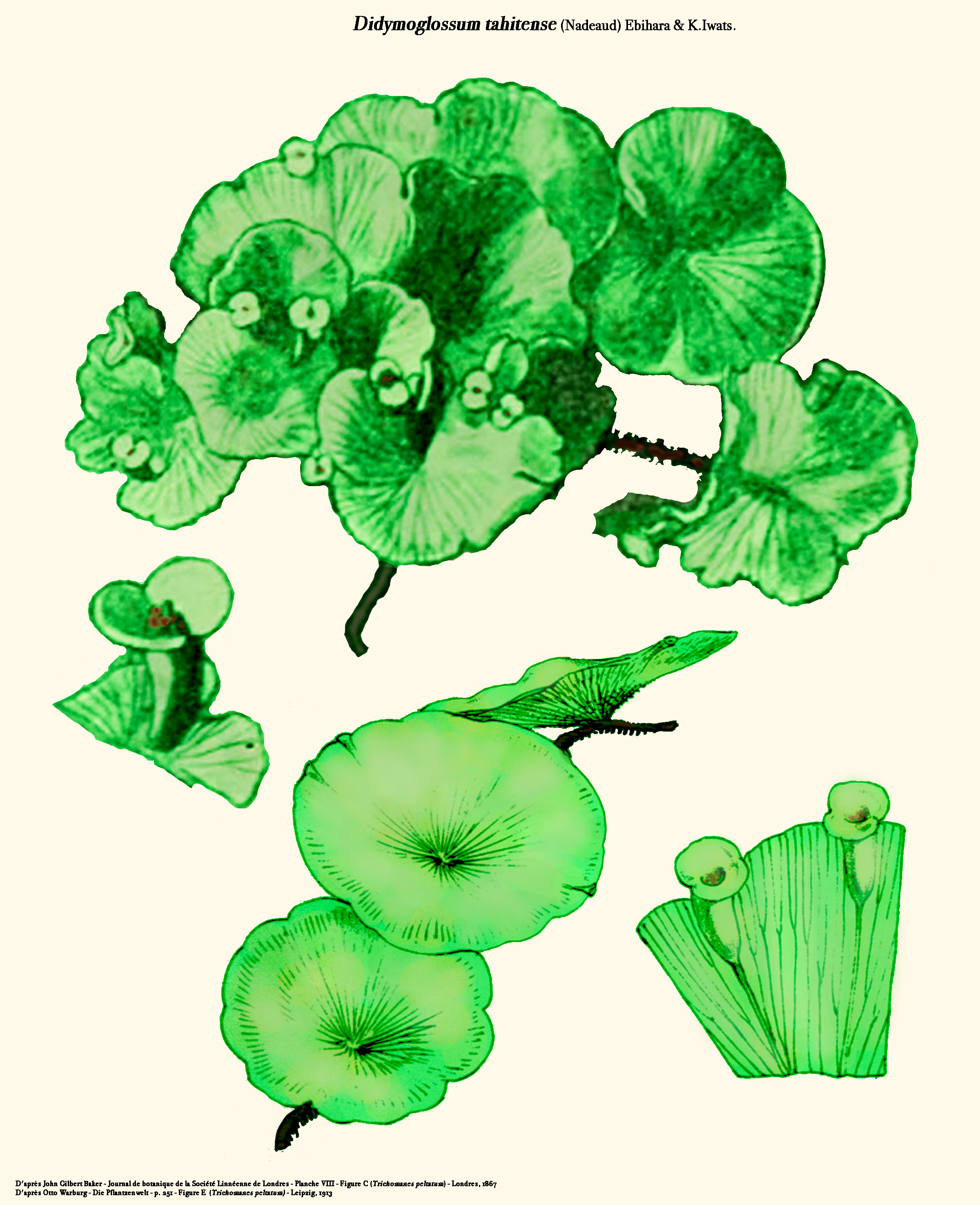